# Bikar karla 2018
La Bikar karla 2018, nota anche come Borgunarbikar per motivi di sponsorizzazione, è stata la 59ª edizione del torneo. È iniziata il 12 aprile 2018 con le prime partite dei turni di eliminazione ed è terminata il 15 settembre con la finale. Lo Stjarnan, vincitore del torneo per la prima volta, ottiene il diritto di giocare il primo turno di Europa League. L'ÍBV Vestmannæyja era la squadra campione in carica.

## Primo turno
| Squadra 1       | Risultato   | Squadra 2        |
| --------------- | ----------- | ---------------- |
| 12 aprile 2018  |             |                  |
| Ýmir            | 2 - 5 (dts) | KV               |
| Álftanes        | 9 - 0       | Ísbjörninn       |
| Grótta          | 9 - 0       | Vatnaliljur      |
| ÍR Reykjavík    | 1 - 0       | Ægir             |
| Augnablik       | 17 - 0      | Kormákur/Hvöt    |
| Berserkir       | 1 - 5       | Reynir Sandgerði |
| 13 aprile 2018  |             |                  |
| Árborg          | 0 - 1       | Hamar            |
| Höttur          | 1 - 0       | KFF Fjarðabyggð  |
| Hvíti riddarinn | 2 - 3       | Vængir Júpíters  |
| KH Reykjavík    | 6 - 2       | Kría             |
| Léttir          | 1 - 0       | Ulfarnin         |
| SR              | 0 - 4       | Þróttur Vogum    |
| Mídas           | 1 - 4       | Elliði           |
| Snæfell/UDN     | 2 - 7       | ÍH               |
| 14 aprile 2018  |             |                  |
| KFS             | 2 - 6       | Víðir Garði      |
| KFG             | 5 - 0       | Afríka           |
| Afturelding     | 6 - 1       | KFR              |
| Fram Reykjavík  | 6 - 0       | Ármann           |
| Kári            | 13 - 1      | Isafjordur       |
| Kórdrengir      | w/o         | Stokkseyri       |
| Nökkvi          | 0 - 6       | KF Fjallabyggðar |
| Sindri Hofn     | 2 - 5 (dts) | Einherji         |
| Stál-úlfur      | 0 - 2       | Skallagrímur     |
| Vestri          | 18 - 2      | Kóngarnir        |
| Njarðvík        | 10 - 1      | KB               |
| Alafoss         | 1 - 5       | GG               |
| 15 aprile 2018  |             |                  |
| UMF Geisli      | 0 - 2       | Dalvík/Reynir    |

## Secondo turno
| Squadra 1       | Risultato       | Squadra 2         |
| --------------- | --------------- | ----------------- |
| 19 aprile 2018  |                 |                   |
| Afturelding     | 8 - 2           | KV                |
| ÍA Akraness     | 8 - 0           | ÍH                |
| Haukar          | 3 - 1           | Vestri            |
| KFG             | 0 - 5           | Víkingur Ólafsvík |
| 20 aprile 2018  |                 |                   |
| Kári            | 9 - 1           | Elliði            |
| Höttur          | 3 - 0           | Huginn            |
| KH Reykjavík    | 2 - 3           | Leiknir           |
| HK Kópavogur    | 5 - 0           | Álftanes          |
| Kórdrengir      | 0 - 2           | Njarðvík          |
| Léttir          | 0 - 1           | Hamar             |
| Selfoss         | 2 - 2 (4-2 dtr) | Grótta            |
| Vængir Júpíters | 0 - 2           | Þróttur           |
| Þróttur Vogum   | 1 - 2           | Víðir Garði       |
| 21 aprile 2018  |                 |                   |
| Skallagrímur    | 0 - 9           | Reynir Sandgerði  |
| Einherji        | 1 - 0           | Leiknir F.        |
| Fram Reykjavík  | 10 - 0          | GG                |
| Magni           | 5 - 0           | KF Fjallabyggðar  |
| 23 aprile 2018  |                 |                   |
| Þór             | 3 - 1           | Dalvík/Reynir     |
| ÍR Reykjavík    | 1 - 0           | Augnablik         |
| Völsungur       | 7 - 1           | Tindastóll        |

## Terzo turno
| Squadra 1        | Risultato   | Squadra 2         |
| ---------------- | ----------- | ----------------- |
| 30 aprile 2018   |             |                   |
| Njarðvík         | 2 - 4       | Þróttur           |
| Selfoss          | 1 - 4       | ÍA Akraness       |
| 1º maggio 2018   |             |                   |
| ÍBV Vestmannæyja | 4 - 2       | Einherji          |
| Reynir Sandgerði | 0 - 2       | Víkingur          |
| Afturelding      | 1 - 7       | KR Reykjavík      |
| Haukar           | 1 - 2       | KA Akureyri       |
| Kári             | 5 - 2 (dts) | Höttur            |
| Þór              | 3 - 2       | HK Kópavogur      |
| Hamar            | 3 - 5       | Víkingur Ólafsvík |
| Völsungur        | 1 - 2 (dts) | Fram Reykjavík    |
| ÍR Reykjavík     | 0 - 5       | FH Hafnarfjörður  |
| Leiknir          | 1 - 3       | Breiðablik        |
| Stjarnan         | 2 - 1       | Fylkir            |
| Víðir Garði      | 2 - 4       | Grindavík         |
| Magni            | 1 - 3       | Fjölnir           |
| Valur            | 2 - 0       | Keflavík          |

## Ottavi di finale
| Squadra 1        | Risultato       | Squadra 2         |
| ---------------- | --------------- | ----------------- |
| 30 maggio 2018   |                 |                   |
| Valur            | 3 - 2 (dts)     | ÍBV Vestmannæyja  |
| Fjölnir          | 1 - 1 (3-4 dtr) | Þór               |
| Breiðablik       | 1 - 0           | KR Reykjavík      |
| Fram Reykjavík   | 0 - 1           | Víkingur Ólafsvík |
| Grindavík        | 1 - 2           | ÍA Akraness       |
| Stjarnan         | 5 - 0           | Þróttur           |
| 31 maggio 2018   |                 |                   |
| FH Hafnarfjörður | 1 - 0           | KA Akureyri       |
| Kári             | 3 - 4 (dts)     | Víkingur          |

## Quarti di finale
| Squadra 1      | Risultato   | Squadra 2         |
| -------------- | ----------- | ----------------- |
| 25 giugno 2018 |             |                   |
| ÍA Akraness    | 0 - 1       | FH Hafnarfjörður  |
| Þór            | 1 - 2 (dts) | Stjarnan          |
| Valur          | 1 - 2       | Breiðablik        |
| 18 luglio 2018 |             |                   |
| Víkingur       | 0 - 1       | Víkingur Ólafsvík |

## Semifinali
| Squadra 1      | Risultato       | Squadra 2         |
| -------------- | --------------- | ----------------- |
| 15 agosto 2018 |                 |                   |
| Stjarnan       | 2 - 0           | FH Hafnarfjörður  |
| 16 agosto 2018 |                 |                   |
| Breiðablik     | 2 - 2 (4-2 dtr) | Víkingur Ólafsvík |

## Finale
| Arbitro: | Þóroddur Hjaltalín |

|                                               |                      |                                   |
| Halldórsson Sigurðsson Hafsteinsson Héðinsson | Tiri di rigore 4 – 1 | Mikkelsen Sigurjónsson Ragnarsson |